# ¿Dónde jugarán las niñas?
| Críticas profissionais | Críticas profissionais |
| Avaliações da crítica  | Avaliações da crítica  |
| Fonte                  | Avaliação              |
| ---------------------- | ---------------------- |
| AllMusic               | 4 de 5 estrelas.       |

¿Dónde jugarán las niñas? é o álbum de estreia da banda Molotov, lançado em 26 de Agosto de 1997.

## Faixas
1. "Que No Te Haga Bobo Jacobo" - 3:23
2. "Molotov Cocktail Party" - 3:34
3. "Voto Latino" - 2:58
4. "Chinga Tu Madre" - 3:18
5. "Gimme Tha Power" - 4:10
6. "Mátate Teté" - 4:31
7. "Más Vale Cholo" - 4:45
8. "Use It Or Lose It" - 4:22
9. "Puto" - 2:07
10. "¿Porqué No Te Haces Para Allá?... Al Más Allá" - 4:47
11. "Cerdo" - 2:48
12. "Quítate Que Ma'sturbas (Perra Arrabalera)" - 3:55